# Эрдели, Ольга Георгиевна
Ольга Георгиевна Эрде́ли (1 апреля 1927, Москва — 2 октября 2015, там же) — советская арфистка, профессор Московской консерватории. Двоюродная племянница и ученица профессора Ксении Александровны Эрдели.
Более 40 лет была солисткой Большого Симфонического Оркестра Радио и Телевидения имени П. И. Чайковского.

## Биография
Из старинного дворянского рода Эрдели венгерского происхождения, основатель которого прибыл в середине XVIII века в Российскую империю из Трансильвании. Дед — Яков Георгиевич Эрдели, Минский губернатор, во время Гражданской войны был убит большевиками в Елисаветграде. Брат деда — Иван Георгиевич, генерал от кавалерии, был одним из основателей Добровольческой армией, командовал конницей в Ледовом походе. Отец — Георгий Яковлевич Эрдели (1883—1954), выпускник Императорского московского технического училища, инженер. Участник Первой мировой войны, подпоручик, кавалер Георгиевских крестов 3-й и 4-й степеней. Остался в Советской России, неоднократно арестовывался, в 1941—1946 года жил в ссылке. Автор воспоминаний.
Ольга Георгиевна Эрдели родилась в Москве. В 1945 году окончила Центральную музыкальную школу, в 1950 году — Московскую консерваторию (класс К. А. Эрдели), в 1954 году — аспирантуру.
В 1949 году, будучи студенткой Московской консерватории, завоевала первую премию на конкурсе Всемирного фестиваля демократической молодежи и студентов в Будапеште.
Работала с такими выдающимися дирижёрами, как Н. С. Голованов, А. И. Орлов, С. А. Самосуд, А. В. Гаук, Р. М. Глиэр, Б. Э. Хайкин, Н. Г. Рахлин, Р. Баршай, Е. А. Мравинский, Г. Н. Рождественский, Л. Стоковский, К. Мазур, В. Ферреро.
С 1963 по 2009 год преподавала в Московской консерватории. В 1986 году стала её профессором.
Похоронена на Новодевичьем кладбище на участке 1 в семейном захоронении.

## В литературе
- Поэма «Москва-Петушки». Венедикт Ерофеев рассказывает историю о приятеле, который помешался на Ольге Эрдели, прославленной советской арфистке. При этом он ни разу её в жизни не видел, а только слышал по радио.

## Звания и награды
- заслуженная артистка РСФСР (1972).
- народная артистка РСФСР (1986).